# The Lost World
|  | Aquest article tracta sobre la novel·la de Crichton. Si cerqueu el film dirigit per Spielberg, vegeu «El món perdut: Jurassic Park». |

The Lost World és una novel·la techno-thriller escrita per Michael Crichton i publicada el 1995 per Ballantine Books. És una continuació del llibre Parc Juràssic.
Com en la novel·la del mateix nom d'Arthur Conan Doyle, la novel·la de Crichton narra una expedició a una zona aïllada de l'Amèrica Central, on els dinosaures vaguen lliurement, encara que en aquest cas els dinosaures van ser recreats per enginyeria genètica, i no van sobreviure des de l'antiguitat.

## Argument
L'excèntric matemàtic Ian Malcolm, que va sobreviure als esdeveniments de la primera novel·la, i l'enginyer de materials Jack Thorne ('Doc') reben una trucada per satèl·lit d'un paleontòleg, Richard Levine, dient que es troba atrapat en una illa anomenada Enclavament B i necessita ajuda. Ells organitzen una operació de rescat amb l'ajuda del mecànic Eddie Carr i es dirigeixen a l'Illa Sorna, després de determinar que aquest és el lloc anomenat Enclavament B. Amb ells viatgen amagats R.B. Benton ("Arby"), un nen geni d'onze anys que pot fer servir un ordinador millor que molts adults, i Kelly Curtis, de tretze anys i amiga de Arby. L'illa és una instal·lació secreta de l'empresa Ingen, que es troba en fallida, on ells mantenien els dinosaures abans de transferir-los al Parc Juràssic.
Al mateix temps, Lewis Dodgson, genetista de Biosyner, que fa competència a Ingen, i dos amics més es dirigeixen a Illa Sorna amb intencions de robar ous de dinosaures. Sarah Harding, una observadora de la vida silvestre i amiga d'en Malcolm, també viatja a l'illa amb ells i es troba amb l'equip de rescat. L'operació de Dodgson es torna un desastre quan els seus socis són assassinats (un d'ells pels velociraptors i l'altre per un tiranosaure) i es queden atrapats a l'illa.
Posteriorment, l'Eddie porta una cria de tiranosaure al campament, on en Malcolm i Harding treballen arreglant la seva cama trencada. Després en la nit, dos tiranosaures adults ataquen al campament, ferint en Malcolm i destruint un dels dos remolcs. Més tard, una sèrie de velociraptors dels embosquen, atrapant-los en una tenda abandonada per la resta de la nit.
Com en el primer llibre, els personatges han de repel·lir els atacs dels tiranosaures i els velociraptors, a més dels Carnotaure, els quals són descrits amb habilitats similars a les d'un camaleó. A través de la novel·la, en Malcolm i Levine parlen sobre teories sobre l'evolució i l'extinció, així com la naturalesa de la ciència moderna i l'homogeneïtzació i naturalesa destructiva de la humanitat. El llibre també discorre sobre el paper dels prionss en les malalties cerebrals, la qual cosa ha estat en l'arrel de les preocupacions sobre la malaltia de les vaques boges.

## Adaptació al cinema
El 1997 Steven Spielberg va dirigir una pel·lícula basada en la novel·la, com s'havia fet amb Jurassic Park quatre anys abans.

## Dinosaures que apareixen en la novel·la
(en ordre d'aparença)
- Apatosaurus
- Carnotaurus
- Hypsilophodon
- Maiasaura
- Mussaurus
- Pachycephalosaurus
- Parasaurolophus
- Procompsognathus
- Stegosaurus
- Triceratops
- Tyrannosaurus Rex
- Velociraptor
- Un herbívor desconegut: Possiblement un Othnielia o Microceratops
- Levine examina a un espècimen a la platja, la seva millor conjectura va ser que era un Ornitholestes, encara que no va ser capaç de fer una identificació precisa. El laboratori va descobrir cromatòfors en la mostra de teixit que Levine va enviar a Malcolm, suggerint que possiblement fos un Carnotaure.